# Club Deportivo Waterpolo Turia
El 'Club Deportivo Waterpolo Turia' es una club deportivo de waterpolo, que se constituyó en la ciudad de Valencia, España. 

## Historia
Es un club joven (2007). Tras la desaparición del Waterpolo Valencia,un grupo de amantes de este deporte, se puso al frente de este nuevo proyecto. Este club dipone de todas las categorías masculinas y femeninas dentro de las diferentes ligas que se disputan en la Federación de Natación de la Comunidad Valenciana. Las edades van desde los ocho años hasta las categorías absolutas.
Nuestro club, desde su creación, disputa cada año las finales o fases en todas las categorías de los Campeonatos de España por clubes.
Es un reto importante, ya que se enfrentan a clubes consolidados, con muchos años de historia dentro del waterpolo catalán y madrileño. Eso no resta para que nuestros jugadores y jugadoras de categorías infantil, cadete o juvenil siempre sueñen con estos campeonatos. 
El primer equipo, durante la temporada 2014/2015 juega en la Liga Nacional de 1ª División  Masculina, siendo ésta su vuelta a la categoría de plata del waterpolo nacional después del ascenso conseguido la temporada pasada. Hay que destacar que ante la nueva temporada se han incorporado nuevas generaciones a la plantilla, siendo esta temporada en su gran mayoría jugadores formados en nuestra escuela y creados en nuestra cantera.
Por otro lado se están disputando con gran éxito las ligas de División de Honor masculina y femenina de la Comunitat Valencia, Primera División Autonómica y las ligas de edades, ocupando casi siempre los primeros puestos de la tabla con la culminación en numerosas ocasiones de los campeonatos de la liga autonómica.
El color del equipo el naranja.

## Piscina
Polideportivo Municipal  de Natzaret, C/Fernando Morrais de la Horra s/n- Valencia.